# 朱安期
朱安期（1511年—1586年），字子和，一字子和，號肖簡，福建泉州府晉江縣人，軍籍，正月二十六日生，行二，治《易經》，明朝政治人物。

## 生平
景泰年间山西巡抚朱鉴之後。由國子生中式嘉靖十九年（1540年）庚子科福建鄉試第九名舉人，年四十歲中式嘉靖二十九年庚戌科會試第一百九十八名，第三甲第七十九名進士。授工部都水司主事，被尚書歐陽必進所賞識，擢虞衡司郎中，督吴中磚廠，出任四川按察司僉事、分巡安綿道，再歲轉貴州參議，被御史論劾，嘉靖末降調廣西佥事，兵备桂林，四十四年京察罷歸。卒年七十六。

## 家族
曾祖朱璿，七品散官；祖朱軒，七品散官；父朱潛；前母趙氏；母張氏。慈侍下。兄昌期，弟梧（知縣）；應期；鳳期；鵬期。